# Demiurg
Demiurg er navnet på verdensbygmesteren inden for gnosticismen. Ordet kommer af græsk: demios (= "offentlig") + ergos (= "arbejdende"), og det betyder derfor egentlig "offentlig bygmester". Han skulle efter sigende være blevet født af Sofia (= "Visdom") uden Guds vidende, og bærer navnet Samael (= "Blind gud"), som også er det jødiske navn for dødsenglen, svarende til Kristendommens Satan.
Demiurgen kan ses som en falden engel, der bilder sig ind at være Gud, fordi han kan forme verden med hænderne. Han fik efterhånden sit eget hof med åndelige og guddommelige væsner og egne engle. Det gjorde ham overmodig og blind for den virkelige gud, og han erklærede: "Jeg er Gud, og der er ingen anden gud ved siden af mig."